# Quaranta sonetti romaneschi
Quaranta sonetti romaneschi è il secondo volume autonomo di Trilussa, pubblicato alla fine del 1894, ma datato «Roma, 1895». La raccolta, a dispetto del nome, contiene quarantuno sonetti in dialetto romanesco, selezionati prevalentemente dalle recenti pubblicazioni su Il Don Chisciotte di Roma e in parte dalle poesie più datate pubblicate sul Rugantino. Come già successo per il primo volume, Stelle de Roma. Versi romaneschi, il poeta romano nel raccogliere la sua precedente produzione esegue una selezione e una profonda revisione dei testi composti in passato.
I sonetti di questa raccolta poetica assumono un ruolo di primaria importanza nelle vicende editoriali di Trilussa; infatti essi costituiscono il nucleo fondamentale che darà vita successivamente a I sonetti (1922) e che confluiranno successivamente nell'Opera omnia dell'autore, Le poesie, pubblicata postuma nel novembre 1951 a cura di Pietro Pancrazi. Inoltre il volume segna l'inizio della collaborazione con il prestigioso editore romano Enrico Voghera, che a partire da quest'opera si prolungherà per venticinque anni, fino alla pubblicazione di Lupi e agnelli, prima del passaggio alla Arnoldo Mondadori Editore.

## Storia
Dopo l'incredibile successo ottenuto con la sua prima raccolta di poesie, Stelle de Roma. Versi romaneschi (1889), il giovane Trilussa diede inizio ad una serie di collaborazioni con vari periodici, pubblicando poesie e prose su Il Ficcanaso. Almanacco popolare con caricature per l'anno 1890, Il Cicerone e La Frusta. Ma la collaborazione più importante per il poeta romano giunse nel 1891, quando iniziò a scrivere per il Don Chisciotte della Mancia che, a differenza del Rugantino, era un quotidiano di diffusione nazionale che vantava alcuni dei nomi più importanti della letteratura e del giornalismo italiano. A dirigerlo, già da quattro anni, era Luigi Arnaldo Vassallo, noto anche con lo pseudonimo di Gandolin.

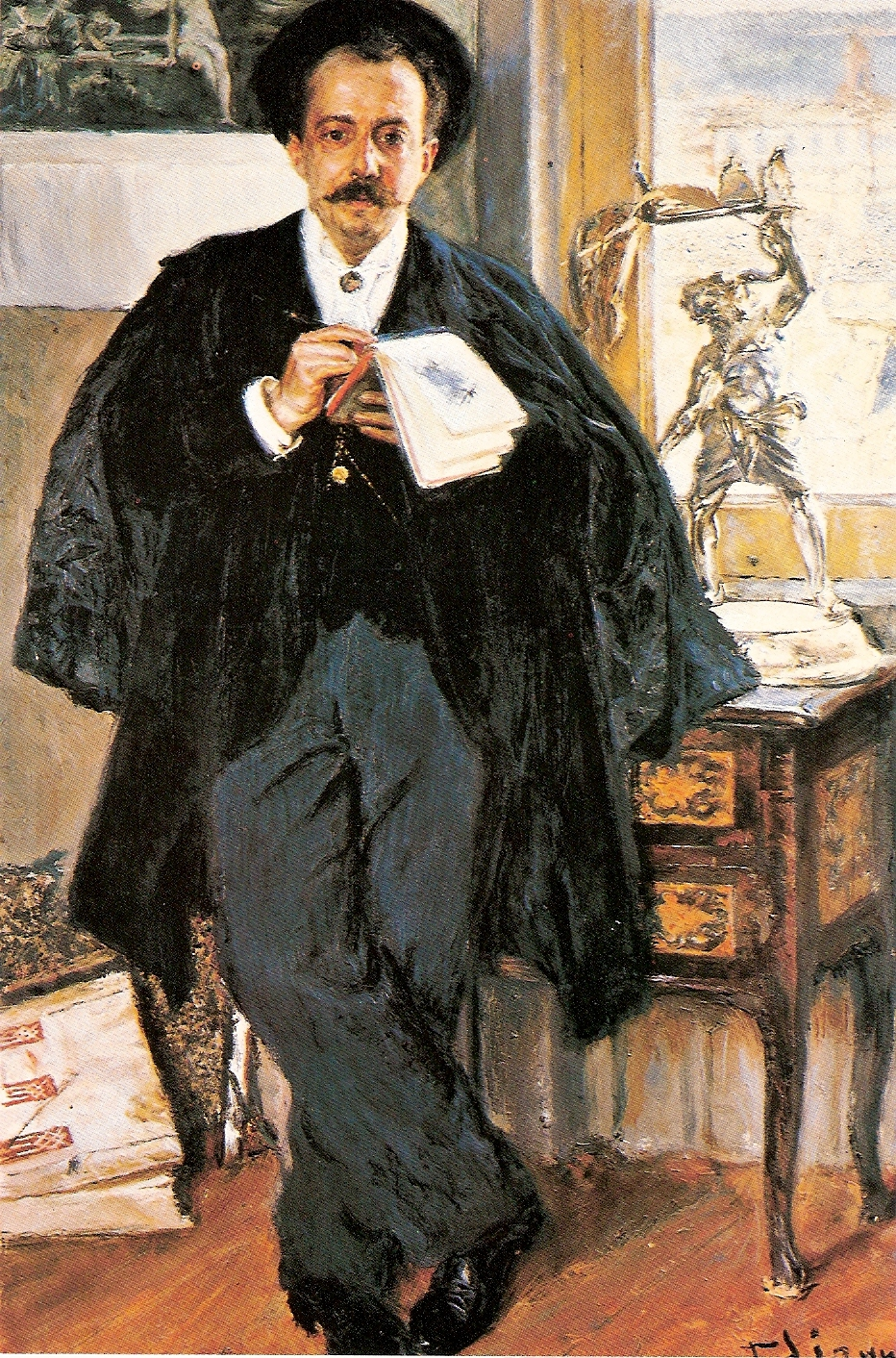
Gandolin, direttore de Il Don Chisciotte di Roma e illustratore del volume

La produzione di Trilussa sul giornale, numericamente discreta tra il 1891 e il 1892, si infittì nel 1893, quando il quotidiano cambiò denominazione diventando Il Don Chisciotte di Roma, e Trilussa, a ventidue anni, entrò a far parte del comitato redazionale del giornale.
Fu in questo contesto che nacque Quaranta sonetti romaneschi, la seconda raccolta poetica del poeta romano. Trilussa selezionò i sonetti pubblicati recentemente su Il Don Chisciotte di Roma, al quale continuava a collaborare, e integrò alcuni sonetti più datati apparsi sul Rugantino, già revisionati in occasione dei due almanacchi Er Mago de Bborgo. Lunario pe' 'r 1890 e Er Mago de Bborgo. Lunario pe' 'r 1891.
La pubblicazione del volume venne affidata ad Enrico Voghera, editore romano blasonato che aveva nel suo catalogo le opere di Cesare Pascarella; la collaborazione tra il poeta e l'editore si prolungherà con qualche interruzione per un quarto di secolo, fino al 1919, interrompendosi dopo la pubblicazione del volume Lupi e agnelli, a cui seguirà il passaggio all'Arnoldo Mondadori Editore.
Il volume venne corredato delle illustrazioni realizzate dallo stesso Gandolin, che per primo sulla rivista mensile illustrata Il Pupazzetto aveva introdotto la vignetta in accompagnamento ai testi umoristici, tecnica che affascinò anche Trilussa, che in futuro la metterà in pratica affinando le proprie abilità di disegnatore. Gandolin per Quaranta sonetti romaneschi realizzò cinque illustrazioni: una per il frontespizio, e quattro ad introdurre ognuna delle quattro sezioni in cui è divisa l'opera.
L'opera assumerà un ruolo fondamentale nelle successive raccolte di Trilussa che porteranno alla fine alla sua Opera omnia, Le poesie, che sarà pubblicata postuma nel 1951. Infatti Quaranta sonetti romaneschi costituisce il nucleo di base per la raccolta I sonetti del 1922. La suddivisione interna verrà in parte riproposta successivamente: Gente de servizio sarà presente nelle edizioni de I sonetti per poi essere rimossa dall'edizione del 1940; la sezione Un po' de tutto non avrà seguito, Dialetto borghese rimarrà definitivamente in tutte le edizioni successive, mentre A piazza Gujermo Pepe continuerà ad essere presente, ma dall'edizione del 1940 col nuovo titolo Baracche e baracconi.
Del libro non venne mai fatta una seconda edizione, tuttavia ne venne realizzata una ristampa, probabilmente nel 1908, fedele alla prima anche nella data di pubblicazione, ma che presentò alcune piccole differenze: il materiale di stampa, che passò dalla carta satinata alla carta soffice, gli annunci editoriali riguardanti le opere di Cesare Pascarella, presenti nell'edizione originale e omessi nella ristampa, e molte altre piccole varianti nel frontespizio e nel corpo del libro.

## Struttura, lingua e contenuti

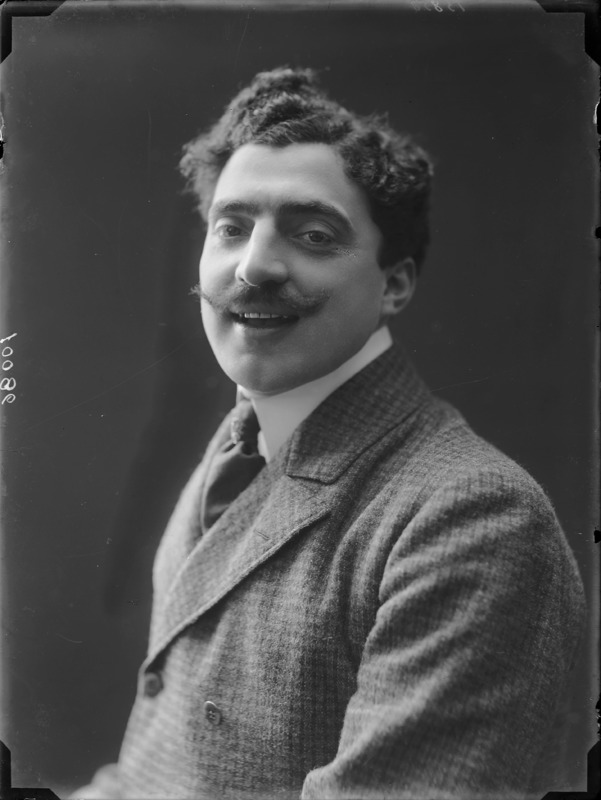
Trilussa, autore dell'opera

In seguito al frontespizio, dove è presente il nome dell'autore, del volume e dell'editore Enrico Voghera, che viene presentato come «Tipografo delle LL. MM. il Re e la Regina», si apre l'opera vera e propria, attraverso una romantica dedica ad una persona misteriosa:
Seguono i quarantuno sonetti, divisi in quattro sezioni non quantitativamente omogenee, con la seconda che contiene più della metà dei sonetti presenti nell'intero volume:
- Gente de servizio
- Un po' de tutto
- Dialetto borghese: la terza sezione è caratterizzata da un costante fenomeno di interferenza linguistica tra italiano e dialetto romanesco; Trilussa riprende una via inaugurata dal Belli, che per primo aveva intuito le possibilità satiriche offerte dal parlà cciovile, ovvero la lingua utilizzata da chi incorporava nel dialetto romanesco parole o locuzioni appartenenti alla lingua italiana, o credute tali, generando un linguaggio che, nel tentativo di elevarsi a quello borghese, alla fine risulta comico, in particolar modo quando carico di strafalcioni e ipercorrettismi.[5][6]

I cinque sonetti che compongono la sezione sono numerati progressivamente con numeri romani e, tranne Er gatto de Lisetta, sono tutti dei dialoghi in cui i vari interlocutori si sforzano faticosamente di parlare in questo linguaggio inedito, aspettandosi e accettando una risposta formata utilizzando lo stesso registro linguistico, con l'unico scopo di distinguersi linguisticamente dalle altre classi sociali.
- A piazza Gujermo Pepe: la quarta ed ultima sezione nacque il 25 gennaio 1894 tra le pagine de Il Don Chisciotte di Roma, su cui Trilussa pubblicò un dittico costituito da Il coccodrillo vivente e L'uomo selvaggio, entrambi con il proprio titolo autonomo, ma riuniti sotto l'intitolazione comune A piazza Gujermo Pepe, che venne ripresa nuovamente qualche settimana dopo, l'11 febbraio, con la pubblicazione di un secondo dittico di sonetti, composto da La donna barbuta e Il moseo meccanico; un quinto sonetto inedito, La donna gigante, venne inserito nella raccolta a completare la sezione.[7][8]

A fare da sfondo ai cinque sonetti, che nel volume sono numerati progressivamente con numeri romani, è ovviamente piazza Guglielmo Pepe, dove in quegli anni si era riunito un agglomerato di circhi, baracche e baracconi, che precedentemente si era formato a Piazza Vittorio, per poi essere sgomberato intorno al 1886; l'agglomerato di piazza Pepe fu un fantastico vivaio di talentuosi artisti, ed è da uno di questi baracconi, quello di Giuseppe Jovinelli, che avrà origine quello che poi diventerà il Teatro Ambra Jovinelli.
Particolare in questa sezione è ciò che concerne la sfera linguistica: Trilussa nei suoi sonetti cerca di riprodurre quell'idioletto tipico degli imbonitori della piazza, che nasce da una composizione di più elementi, come dialetto romanesco, italiano popolare, ipercorrettismi, errori, cultismi, forestierismi e latinismi deformati.

## Sonetti: genesi ed analisi

### Gente de servizio
- La serva ar telèfeno[N 2]

Ad aprire il volume è un sonetto inedito (schema: ABBA, ABBA, CDC, EDE) che mette in scena la telefonata tra una serva e il sor conte. Trilussa riprende i monologhi dei sonetti di Giuseppe Gioachino Belli, che in realtà sono parte di un dialogo di cui il lettore coglie le battute di un solo interlocutore, ma può immaginare le risposte dell'altro. Ma Trilussa in questo sonetto introduce la novità del dialogo telefonico, nuovo esperimento poetico che avrà in seguito molto successo, di cui il poeta riproduce perfettamente le caratteristiche della trasmissione e della ricezione delle informazioni attraverso il telefono («Pronto? pronto? più forte, nun se sente»).
Nella terzina finale la serva, evidentemente non abituata alla telecomunicazione, finisce per dimenticare che quella che si sta svolgendo è una comunicazione a distanza e si rivolge al suo interlocutore in questo modo:
- Er pappagallo scappato

Nel secondo sonetto (schema: ABAB, ABAB, CDC, EDE), anche questo inedito, il protagonista è il servo Salvatore, che viene cacciato di casa dalla sua padrona per aver inavvertitamente fatto scappare il suo pappagallo, animale simbolo nella poetica trilussiana degli arredi delle case borghesi della fine del secolo. Ma il servo, a conoscenza delle scappatelle della sua padrona («er fatto der tenente, le visite a Firenze ar maresciallo, la balia a Nemi») delle quali ha finora taciuto con il marito, minaccia di riferire tutto ciò che sa:
- Li bagni de mare[N 3]

Il terzo sonetto (schema: ABAB, BABA, CDC, EDE) era stato pubblicato per la prima volta sul Don Chisciotte della Mancia del 25 giugno 1891. A differenza delle altre poesie di questa sezione, le battute presenti sono un esempio di dialetto borghese poiché, anche se a narrare gli eventi è una persona di servizio, i veri protagonisti del componimento sono due borghesi, il conte e la contessa; le battute dei due padroni, per evidenziare ulteriormente la loro distanza con la voce narrante del servo, sono presentate in corsivo.
- La serva de la marchesa

Il sonetto centrale di questa sezione (schema: ABBA, ABBA, CDC, EDE) era stato pubblicato per la prima volta sul Don Chisciotte di Roma del 2 dicembre 1894.
- L'arbero genealoggico
- La tintura

Il penultimo componimento di Gente de servizio (schema: ABBA, BAAB, CDC, EDE), che vede la sua prima pubblicazione il 14 gennaio 1894 su Il Don Chisciotte di Roma firmata con lo pseudonimo di Marco Pepe, ha come narratore un servo (il sonetto non ne dichiara il sesso, ma la vicenda induce a pensare che sia una donna) che racconta della particolare teoria della sua padrona riguardo all'amore:
- Le corrispondenze amorose

### Un po' de tutto
- La decarcomania
- L'esame
- L'imbroji de la padrona
- Li calennari - I.
- Li calennari - II.
- L'arte di prender moglie (Libro del senatore Paolo Mantegazza)
- L'ingresi
- L'assassino pratico - I.
- L'assassino pratico - II.
- Teresina
- Le lire svizzere
- L'ottobbrata de Nannarella - I.
- L'ottobbrata de Nannarella - II. Nove mesi doppo
- L'assicurazzione de la vita
- Ar Pincio
- La strega
- La lapida sur portone
- 'Na frittata in campagna
- La poverella
- Er bollettino straordinario
- Pe' le scale
- Dar botteghino
- In pizzo ar tetto
- L'ecrisse

### Dialetto borghese
- I. La presentazione
- II. La lingua francese
- III. Li complimenti
- IV. Er gatto de Lisetta
- V. La visita

### A piazza Gujermo Pepe
- I. Il coccodrillo vivente

Il primo sonetto della sezione (schema: ABAB BABA CDC EDE) dà voce a un imbonitore che presenta al pubblico un feroce coccodrillo. Lungo i primi dodici versi le parole dell'imbonitore descrivono l'animale, dalla pelle durissima, feroce e vorace.
- II. L'uomo selvaggio
- III. La donna barbuta
- IV. Il museo meccanico
- V. La donna gigante

### Annotazioni
1. ↑  La piazza Guglielmo Pepe attualmente non esiste più, ma sopravvive solamente una via Guglielmo Pepe, traversa di via Giolitti, dove tutt'oggi si trova il Teatro Ambra Jovinelli.
2. ↑  La deformazione dialettale telèfeno verrà in seguito, nell'edizione finale della poesia, sostituita nel titolo dalla forma italiana telefono ma mantenuta nel corpo della poesia.
3. ↑  Da non confondere con il sonetto omonimo pubblicato per la prima volta in Er Mago de Bborgo. Lunario pe' 'r 1891 con il titolo Li bbagni de mare.

### Fonti
1. 1 2 3 4 5  Felici e Costa, Cronologia (1891-1900), pp. LXXXVII-XCIX.
2. 1 2 3 4 5 6  Felici e Costa, Poesie sparse, p. 1729.
3. ↑  Parenti, p. 42.
4. ↑  Trilussa, p. 3.
5. 1 2  Felici e Costa, V. I sonetti, pp. 642-643.
6. ↑  Vigolo, volume II, p. 195.
7. 1 2 3  Felici e Costa, V. I sonetti, pp. 608-609.
8. ↑  Felici e Costa, Poesie sparse, pp. 1731-1732.
9. ↑  Jannattoni, p. 150.
10. 1 2 3  Felici e Costa, V. I sonetti, pp. 506-507.
11. ↑  Trilussa, p. 8.
12. 1 2  Felici e Costa, V. I sonetti, pp. 504-505.
13. ↑  Trilussa, p. 9.
14. ↑  Felici e Costa, Poesie sparse, p. 1730.
15. 1 2  Felici e Costa, V. I sonetti, pp. 500-501.
16. ↑  Trilussa, p. 13.